# Glasgow (Virginia)
 For alternative betydninger, se Glasgow (flertydig). (Se også artikler, som begynder med Glasgow)
Glasgow er en by i Rockbridge County, Virginia, USA, som ligger ved sammenløbet af James og Maury Rivers. Byen har 1.052(2020) indbyggere.

## Geografi
Ifølge United States Census Bureau, Byen har et samlet areal på 3.9 km2 (1.5 square miles), det hele er land.